# Grand Falls
Grand Falls es una parroquia canadiense situada en la provincia de Nuevo Brunswick.

## Superficie
Grand Falls tiene una superficie de 158,09 km².

## Demografía
En 2021, tenía 1077 habitantes, una densidad poblacional de 6,8 hab./km², y 488 viviendas.